# Berta copiosa
Berta copiosa är en fjärilsart som beskrevs av Louis Beethoven Prout 1917. Berta copiosa ingår i släktet Berta och familjen mätare. Inga underarter finns listade i Catalogue of Life.